# Камберленд (округ, Виргиния)
Округ Камберленд (англ. Cumberland County) располагается в США, штате Виргиния. По состоянию на 2010 год, численность населения составляла 10 052 человек. Был основан в 1749 году, получил своё название в честь герцога Уильяма Кумберлендского.

## География
По данным Бюро переписи США, общая площадь округа равняется 777 км², из которых 769 км² суша и 6 км² или 0,8% это водоёмы.

### Соседние округа
- Гучленд (Виргиния) — северо-восток
- Паухатан (Виргиния) — восток
- Амилия (Виргиния) — юго-восток
- Принс-Эдуард (Виргиния) — юг
- Бакингхем (Виргиния) — запад
- Флуванна (Виргиния) — северо-запад

## Демография
По данным переписи населения 2000 года в округе проживает 9 017 жителей в составе 3 528 домашних хозяйств и 2 487 семей. Плотность населения составляет 12 человек на км². На территории округа насчитывается 4 085 жилых строений, при плотности застройки 5 строений на км². Расовый состав населения: белые — 60,37%, афроамериканцы — 37,44%, коренные американцы (индейцы) — 0,18%, азиаты — 0,35%, представители других рас — 0,59%, представители двух или более рас — 1,06%. Испаноязычные составляли 1,66% населения независимо от расы.
В составе 30,00% из общего числа домашних хозяйств проживают дети в возрасте до 18 лет, 51,60% домашних хозяйств представляют собой супружеские пары проживающие вместе, 14,30% домашних хозяйств представляют собой одиноких женщин без супруга, 29,50% домашних хозяйств не имеют отношения к семьям, 24,80% домашних хозяйств состоят из одного человека, 10,70% домашних хозяйств состоят из престарелых (65 лет и старше), проживающих в одиночестве. Средний размер домашнего хозяйства составляет 2,55 человека, и средний размер семьи 3,03 человека.
Возрастной состав округа: 24,70% моложе 18 лет, 7,30% от 18 до 24, 28,00% от 25 до 44, 25,10% от 45 до 64 и 14,80% от 65 и старше. Средний возраст жителя округа 38 лет. На каждые 100 женщин приходится 91,00 мужчин. На каждые 100 женщин старше 18 лет приходится 88,20 мужчин.
Средний доход на домохозяйство в округе составлял 31 816 USD, на семью — 37 965 USD. Среднестатистический заработок мужчины был 28 846 USD против 22 521 USD для женщины. Доход на душу населения составлял 15 103 USD. Около 15,10% семей и 11,90% общего населения находились ниже черты бедности, в том числе — 19,60% молодежи (тех кому ещё не исполнилось 18 лет) и 16,10% тех кому было уже больше 65 лет.